# Syneches usherae
Syneches usherae är en tvåvingeart som beskrevs av Smith 1969. Syneches usherae ingår i släktet Syneches och familjen puckeldansflugor.
Artens utbredningsområde är Moçambique. Inga underarter finns listade i Catalogue of Life.